# 野口大輔 (レフェリー)
野口 大輔（のぐち だいすけ、1976年10月28日 - ）は、プロレス、格闘技のレフェリー。栃木県黒磯市（現・那須塩原市）出身。栃木県立黒磯高等学校卒。

## 概要
主に、ファイティングオペラハッスル、総合格闘技イベントのDREAMで活躍。後者では師匠の島田裕二に代わって、メインイベントを務めることが多い。はり師、きゅう師、あん摩マッサージ指圧師、NSCA認定パーソナルトレーナーの各資格を持つ。

## 来歴
格闘探偵団バトラーツを経て、PRIDE、やれんのか! 大晦日! 2007などで活躍。現在はフィットネスジムBCG所属。

## 人物
- 横浜DeNAベイスターズの大ファン。
- 短パン好き。冬場でも短パンで出歩くことが多い。

## 映画
- 殴者（2005年）